# Isla Bledos
Isla Bledos är en ö i Mexiko. Den ligger i bukten Bahía Ohuira som hör till delstaten Sinaloa, i den västra delen av landet. Arean är 0,10 kvadratkilometer. Strax söder om Isla Bledos finns en mindre ö, Isla Bleditos.